# Phasenvertrieb
Der Phasenvertrieb war ein vor allem bei Roman- und Rätselheften und häufig auch bei Comics intensiv genutztes Vertriebsverfahren im deutschen Sprachraum. Er war vor allem in der zweiten Hälfte des 20. Jahrhunderts verbreitet.
In der ersten Phase wird zunächst nur eine Region beliefert. Nach Ablauf der Angebotszeit wird ein weiterer Teil der ursprünglich gedruckten Auflage zusammen mit den Remittenden (die nicht verkauften Exemplare) in einer anderen Region angeboten (2. Phase). Dem kann sich je nach Größe und Aufteilung des Vertriebsgebietes eine dritte und vierte Phase anschließen.
Heute spielt der Phasenvertrieb praktisch keine Rolle mehr. Der im Vergleich zu den gesunkenen Druckkosten hohe Personalaufwand (Remittendensortierung und Neuverpackung) machte den Phasenvertrieb seit den 2000er Jahren zunehmend unwirtschaftlich.
Beispiele: Perry Rhodan, Yps